# Megalosaurus
Megalosaurus (tức thằn lằn vĩ đại, từ tiếng Hy Lạp μέγας, megas, nghĩa là 'lớn', 'vĩ đại' và σαῦρος, sauros, nghĩa là 'thằn lằn') là một chi khủng long theropoda sống vào giữa kỷ Jura (khoảng 166 triệu năm trước) ở phía nam nước Anh. Mặc dù nhiều hóa thạch ở các vùng khác cũng được đặt trong chi này, chỉ có duy nhất hóa thạch ở Oxfordshire chắc chắn là của Megalosaurus.
Megalosaurus là chi khủng long phi chim đầu tiên được đặt tên một cách hợp lệ. Loài điển hình là Megalosaurus bucklandii, đặt tên năm 1827. Năm 1842, Megalosaurus là một trong chi giúp Richard Owen đặt ra Dinosauria. Sau đó, hơn năm mươi loài khác nhau bị phân loại vào chi này, ban đầu là vì khủng long chưa được biết đến rõ lắm, nhưng vẫn xảy ra tình trạng này vào thế kỷ XX. Ngày nay, ta biết rằng các loài thêm vào không liên quan trực tiếp tới M. bucklandii, loài duy nhất của chi Megalosaurus. Vì chưa có bộ xương gần hoàn chỉnh nào được phát hiện, hình dáng thực của nó còn chưa chắc chắn.

## Hình ảnh

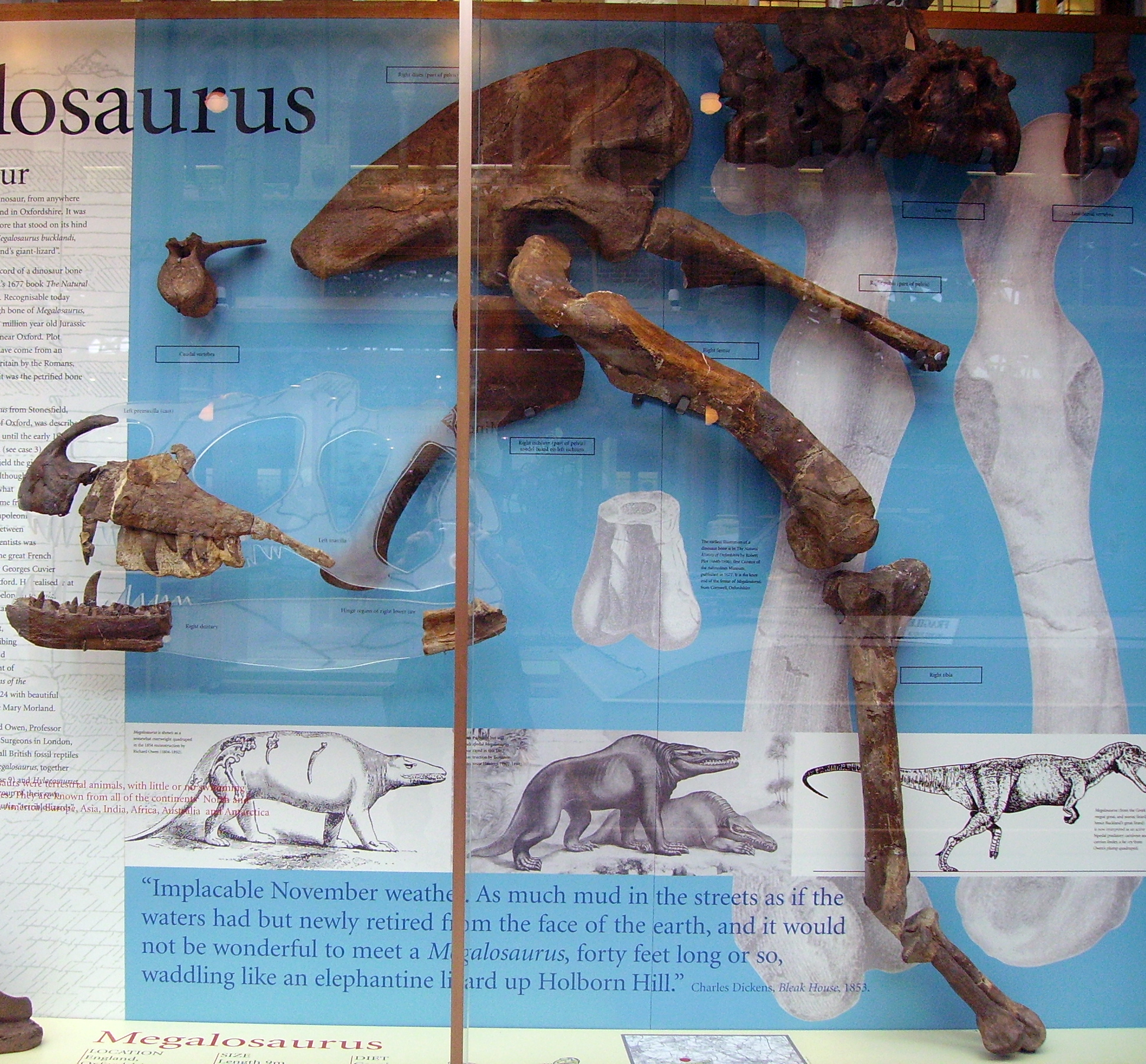
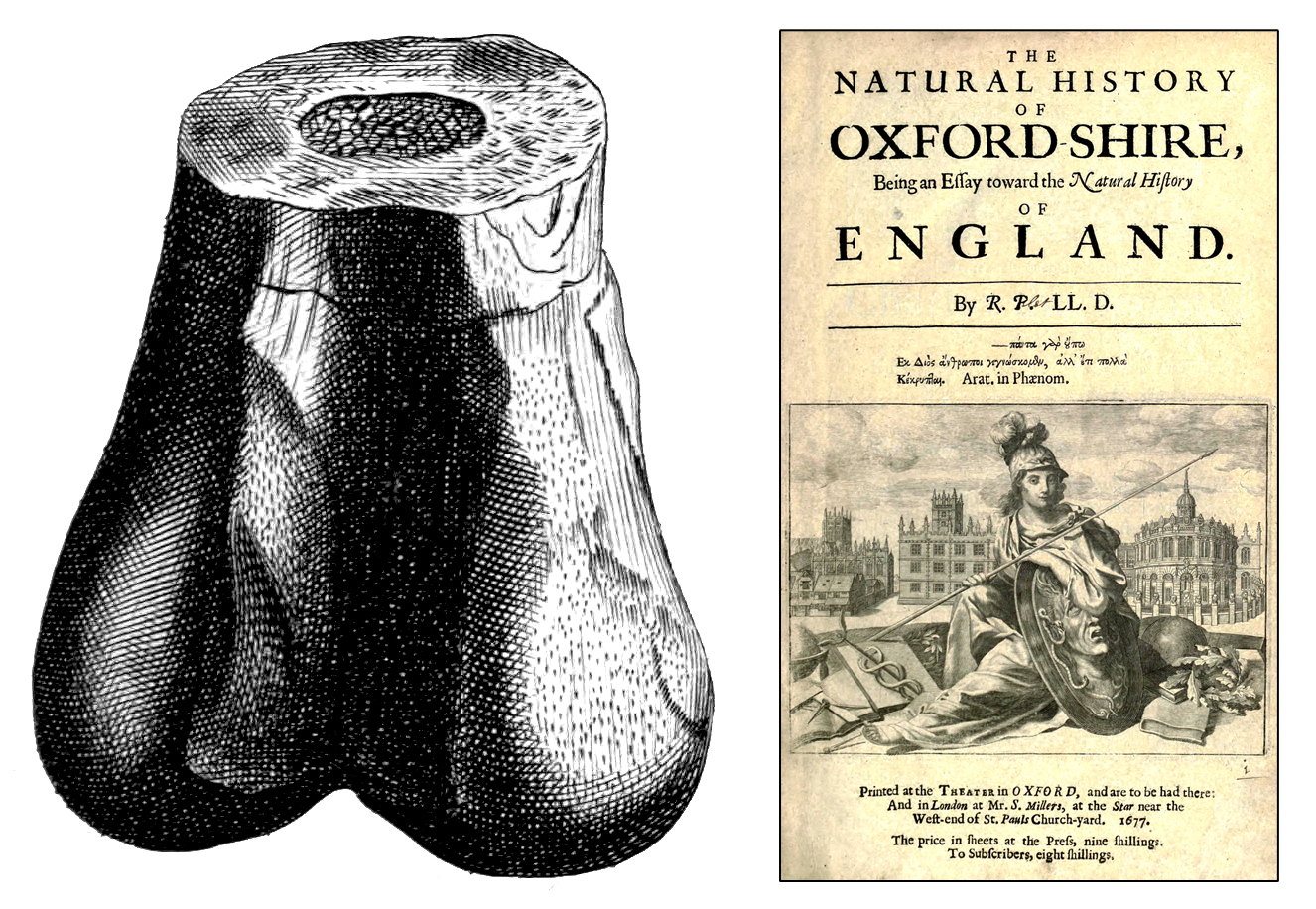
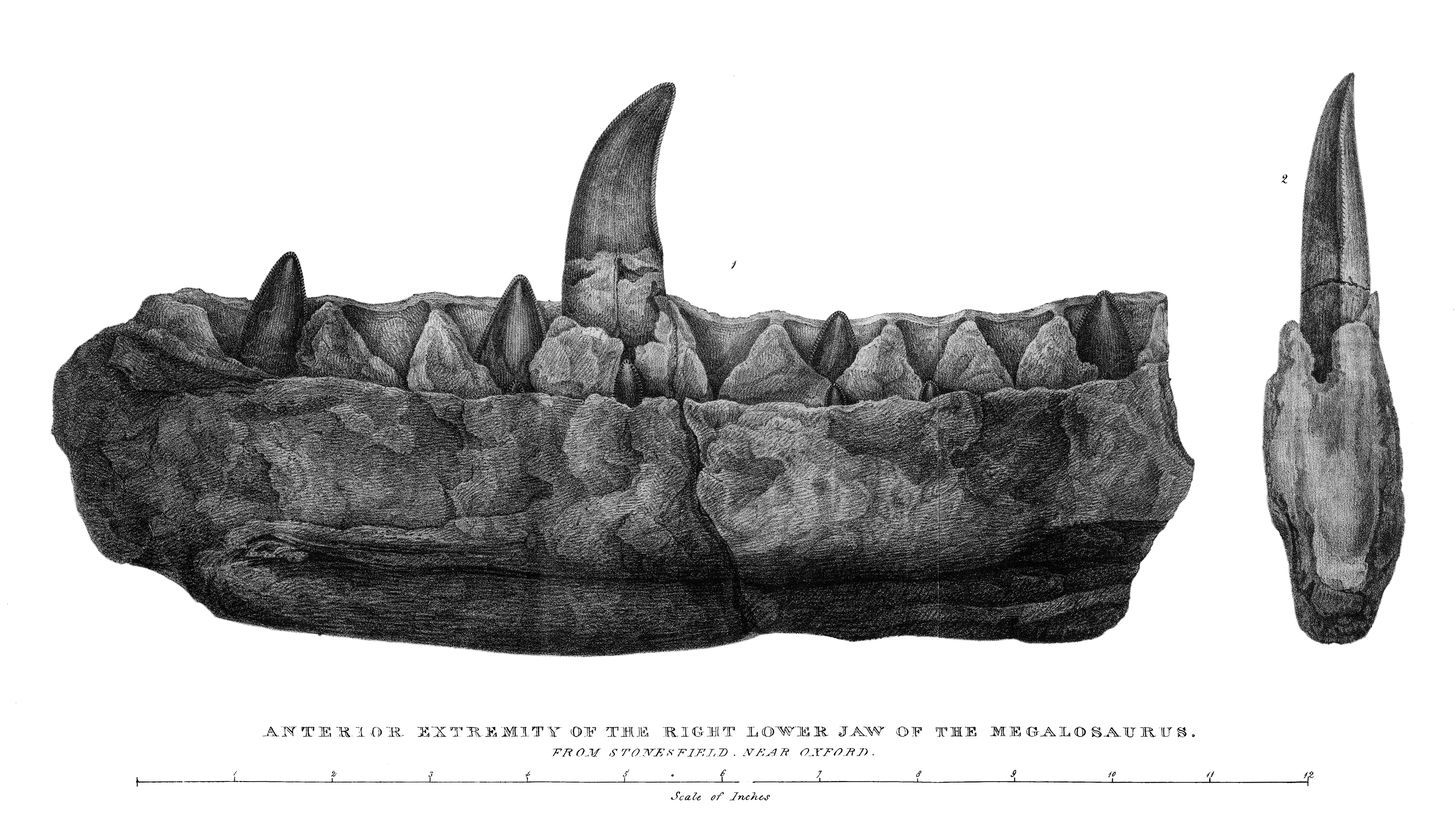
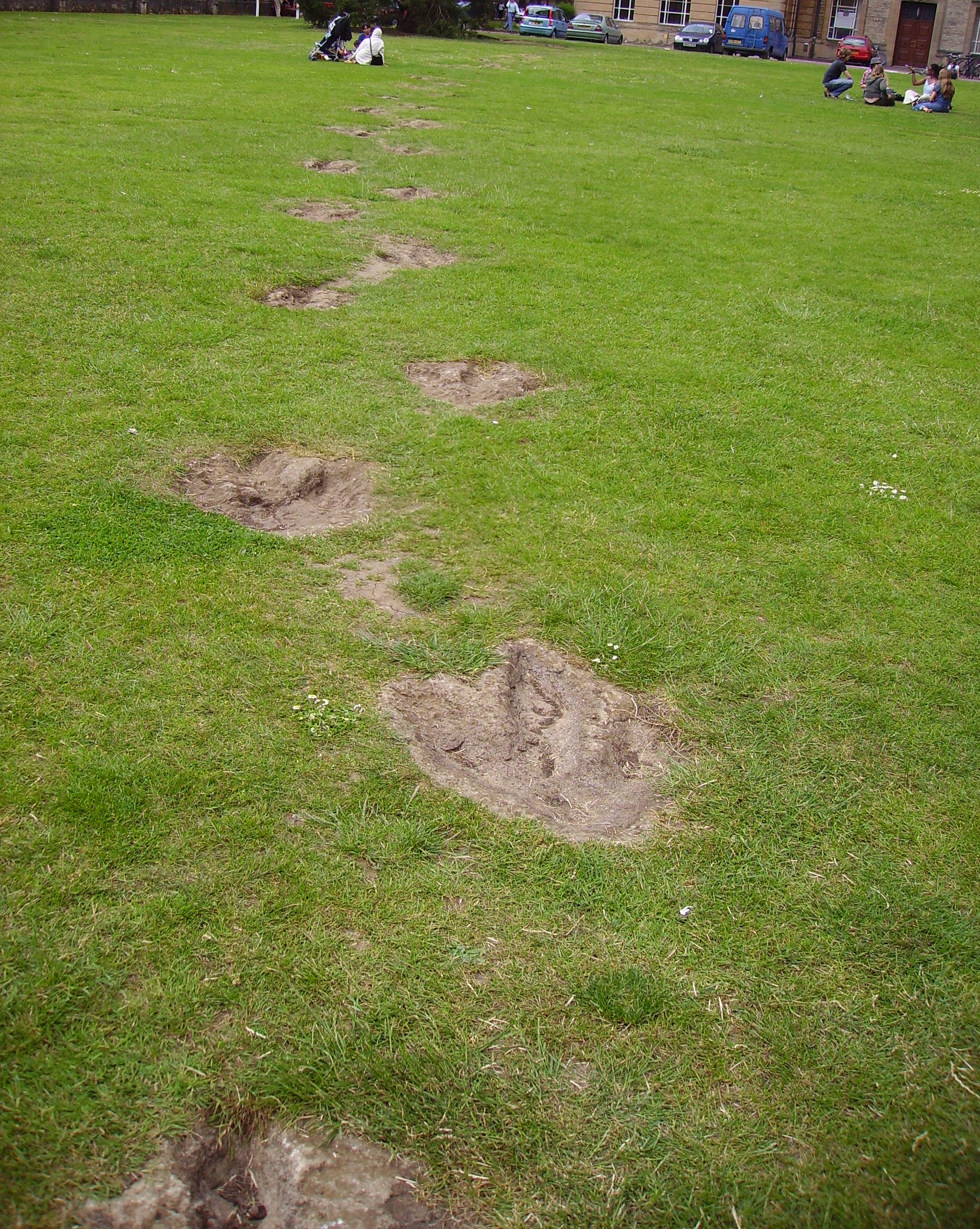